# Pump track

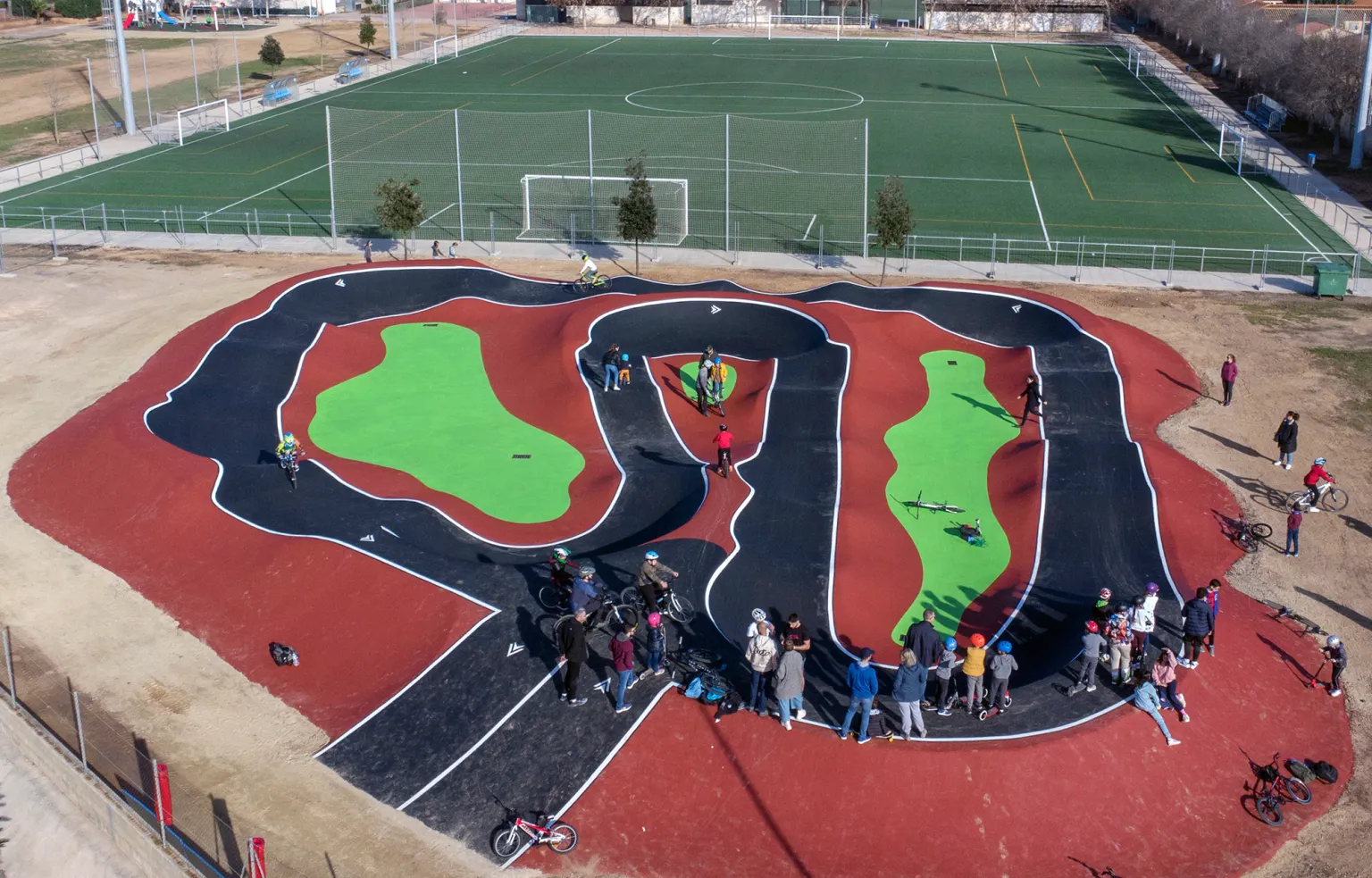
Pumptrack Park de Almusafes

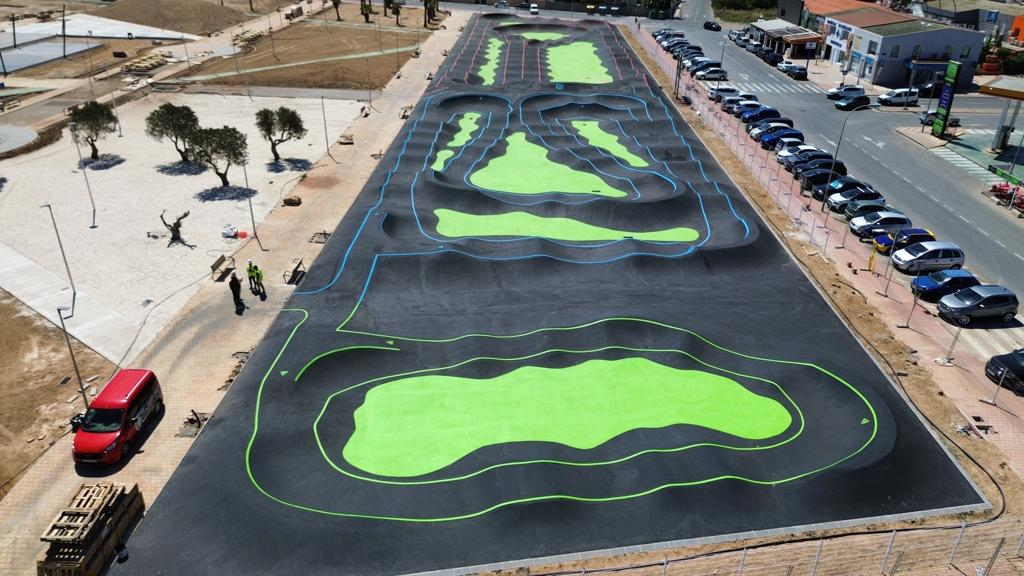
Pumptrack Park de Torrevieja

El pumptrack es una modalidad deportiva que tiene sus orígenes en la práctica conocida como BMX y Campillos. Las primeras pistas se construyeron en Australia, Europa y Estados Unidos en el año 2000. Desde entonces ha continuado su expansión por todo el mundo.
Un pumptrack es, en un contexto deportivo, un circuito, generalmente de pequeñas dimensiones, el cual se puede recorrer completamente con un monopatín o con una bicicleta; impulsándose solamente mediante la inercia adquirida en los saltos, ondulaciones y peraltes del circuito y la propia habilidad del skater o ciclista. Recomendando el no pedalear como la principal norma de esta práctica deportiva.
El primer Pumptrack de España se construyó en Torrelodones, Madrid en el año 2016 y a día de hoy ya hay más de 500 por todo el país.
El impulsor en España de estas pistas ha sido Christian Tidow Giannoni, quien ha participado en el diseño y o construcción de más de 200 Pumptracks, entre ellos todos en los que se han albergado los Campeonatos de España de Pumptrack. 

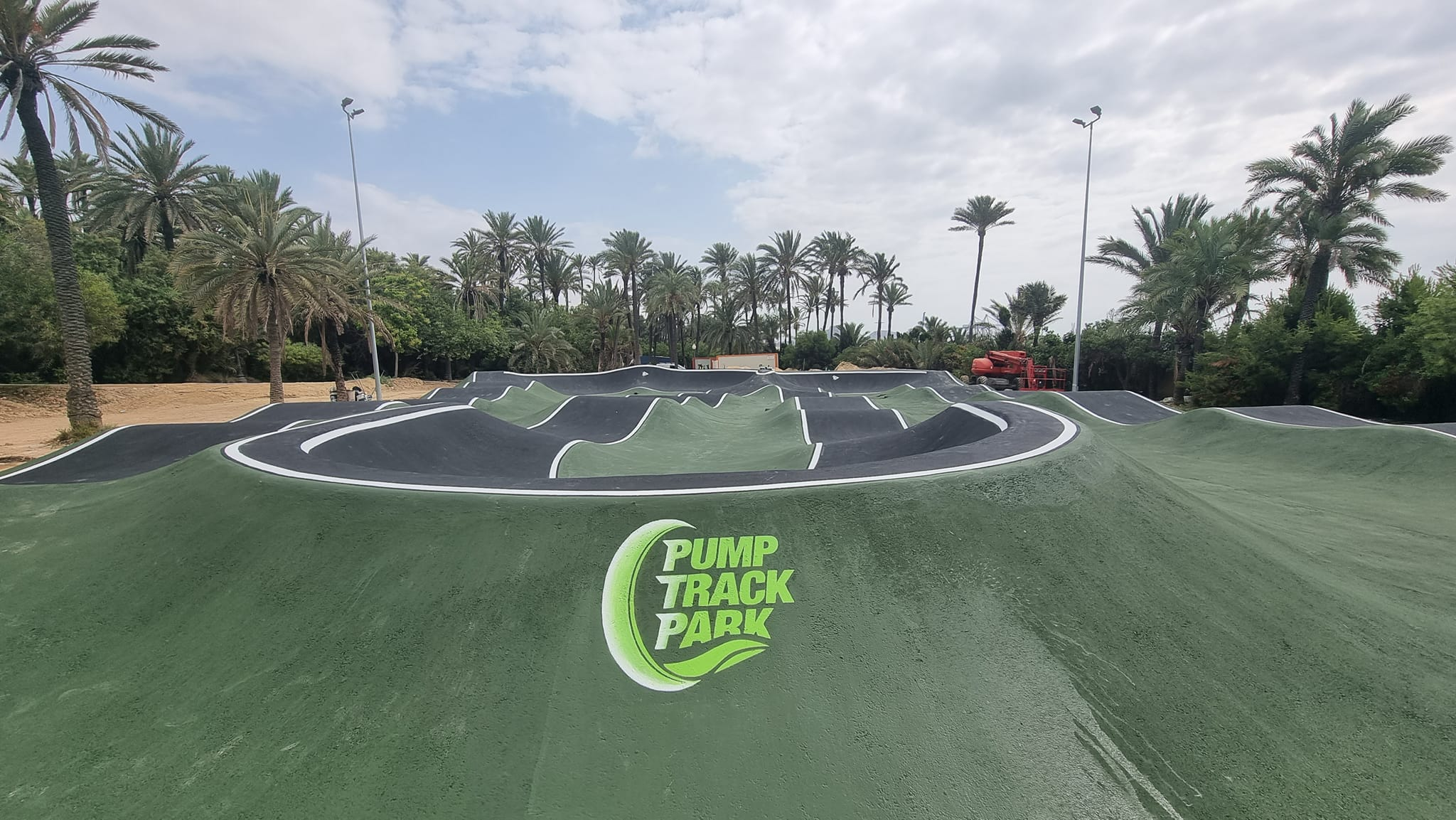
Pumptack Park de El Palmeral

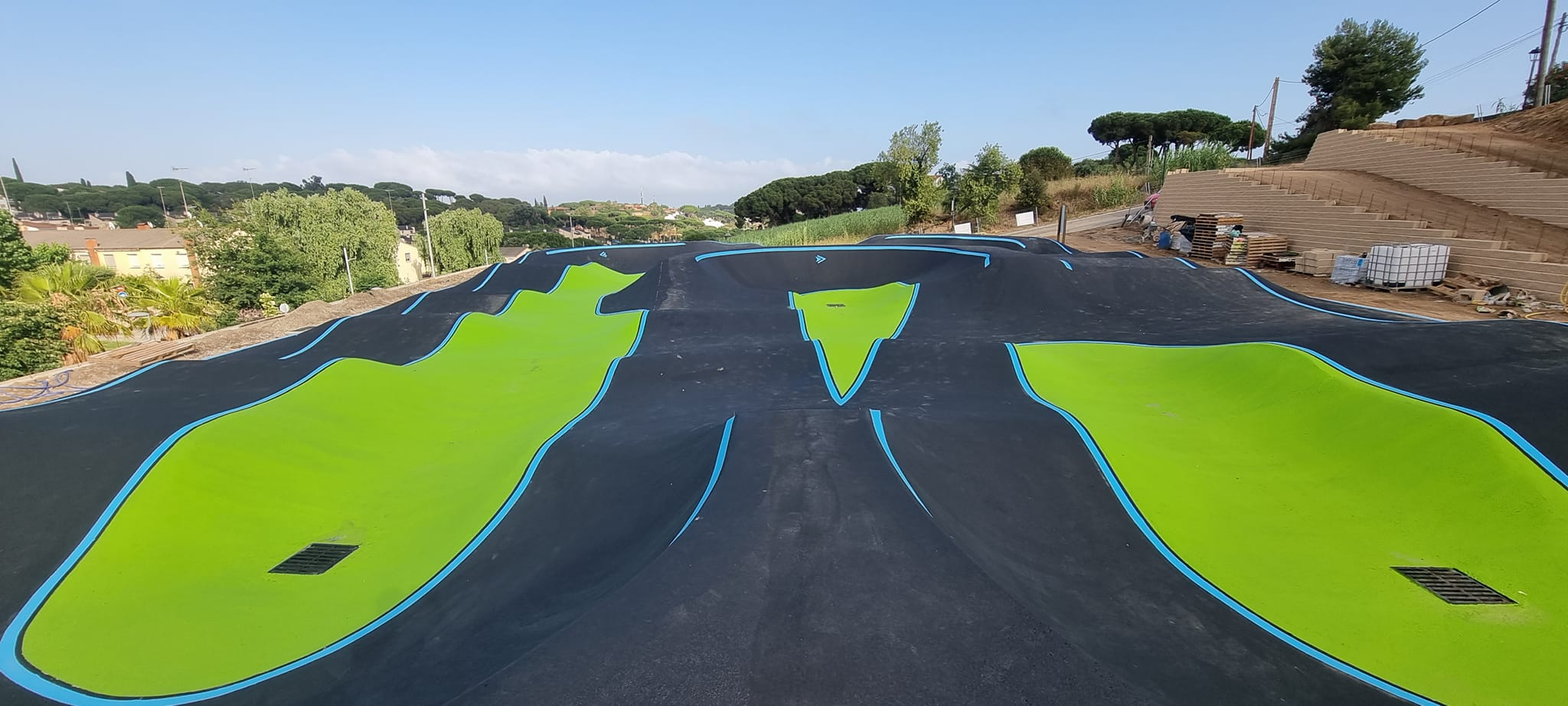
Pumptrack Park Sant Vicent de Moltant

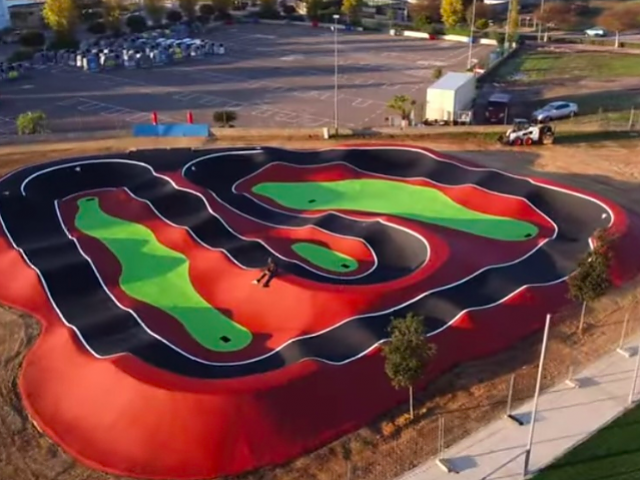
Pumptrack Park de Almusafes